# 跡田禎三
跡田 禎三（あとだ ていぞう、1911年5月25日 - 1994年7月1日）は、日本の経営者。名古屋鉄道副社長、岐阜乗合自動車社長を務めた。大分県出身。

## 経歴
1936年に早稲田大学法学部を卒業し、同年に名古屋鉄道に入社。1968年11月に取締役に就任し、1975年5月に常務を経て、1978年6月に副社長に就任。1985年6月に取締役相談役に就任。1979年8月には岐阜乗合自動車社長に就任。
1983年11月に藍綬褒章を受章。
1994年7月1日急性心不全のために死去。83歳没。